# Pallanuoto ai campionati mondiali di nuoto 2003 - Torneo femminile
La 6ª edizione del campionato mondiale di pallanuoto femminile si è tenuta dal 13 al 25 luglio 2003 a Barcellona nel corso della decima edizione dei campionati mondiali di nuoto organizzati dalla FINA.
Per la prima volta hanno preso parte al torneo 16 formazioni, come nel torneo maschile.

## Squadre partecipanti
GRUPPO A
- Australia
- Brasile
- Canada
- Gran Bretagna

GRUPPO B
- Giappone
- Paesi Bassi
- Russia
- Venezuela

GRUPPO C
- Francia
- Germania
- Grecia
- Stati Uniti

GRUPPO D
- Italia
- Kazakistan
- Spagna
- Ungheria

## Fase preliminare

### Gruppo A
|    | Squadra       | Pt | G | V | P | S | GF | GS | Diff |
| -- | ------------- | -- | - | - | - | - | -- | -- | ---- |
| 1. | Canada        | 6  | 3 | 3 | 0 | 0 | 29 | 6  | +23  |
| 2. | Australia     | 4  | 3 | 2 | 0 | 1 | 27 | 9  | +18  |
| 3. | Brasile       | 2  | 3 | 1 | 0 | 2 | 14 | 18 | –4   |
| 4. | Gran Bretagna | 0  | 3 | 0 | 0 | 3 | 4  | 41 | –37  |

| Gran Bretagna | 1 – 14 | Canada        |
| Australia     | 8 – 1  | Brasile       |
|               |        |               |
| Brasile       | 2 – 9  | Canada        |
| Australia     | 16 – 2 | Gran Bretagna |
|               |        |               |
| Gran Bretagna | 1 – 11 | Brasile       |
| Australia     | 3 – 6  | Canada        |

### Gruppo B
|    | Squadra     | Pt | G | V | P | S | GF | GS | Diff |
| -- | ----------- | -- | - | - | - | - | -- | -- | ---- |
| 1. | Paesi Bassi | 5  | 3 | 2 | 1 | 0 | 41 | 15 | +26  |
| 2. | Russia      | 5  | 3 | 2 | 1 | 0 | 44 | 14 | +30  |
| 3. | Giappone    | 2  | 3 | 1 | 0 | 2 | 19 | 32 | –13  |
| 4. | Venezuela   | 0  | 3 | 0 | 0 | 3 | 12 | 53 | –41  |

| Giappone    | 4 – 13 | Russia    |
| Paesi Bassi | 18 – 4 | Venezuela |
|             |        |           |
| Venezuela   | 4 – 23 | Russia    |
| Paesi Bassi | 15 – 3 | Giappone  |
|             |        |           |
| Venezuela   | 4 – 12 | Giappone  |
| Paesi Bassi | 8 – 8  | Russia    |

### Gruppo C
|    | Squadra     | Pt | G | V | P | S | GF | GS | Diff |
| -- | ----------- | -- | - | - | - | - | -- | -- | ---- |
| 1. | Stati Uniti | 6  | 3 | 3 | 0 | 0 | 35 | 15 | +20  |
| 2. | Germania    | 4  | 3 | 2 | 0 | 1 | 30 | 23 | +7   |
| 3. | Grecia      | 2  | 3 | 1 | 0 | 2 | 22 | 21 | +1   |
| 4. | Francia     | 0  | 3 | 0 | 0 | 3 | 9  | 37 | –28  |

| Germania    | 15 – 5 | Francia     |
| Grecia      | 7 – 10 | Stati Uniti |
|             |        |             |
| Stati Uniti | 15 – 3 | Francia     |
| Germania    | 10 – 8 | Grecia      |
|             |        |             |
| Germania    | 4 – 10 | Stati Uniti |
| Grecia      | 7 – 1  | Francia     |

### Gruppo D
|    | Squadra    | Pt | G | V | P | S | GF | GS | Diff |
| -- | ---------- | -- | - | - | - | - | -- | -- | ---- |
| 1. | Ungheria   | 6  | 3 | 3 | 0 | 0 | 37 | 26 | +11  |
| 2. | Italia     | 4  | 3 | 2 | 0 | 1 | 29 | 24 | +5   |
| 3. | Spagna     | 2  | 3 | 1 | 0 | 2 | 21 | 28 | –7   |
| 4. | Kazakistan | 0  | 3 | 0 | 0 | 3 | 19 | 28 | –9   |

| Italia   | 11 – 6  | Kazakistan |
| Ungheria | 16 – 7  | Spagna     |
|          |         |            |
| Italia   | 10 – 11 | Ungheria   |
| Spagna   | 7 – 4   | Kazakistan |
|          |         |            |
| Italia   | 8 – 7   | Spagna     |
| Ungheria | 10 – 9  | Kazakistan |

## Fase Finale

### Ottavi di finale
| Australia | 12 – 1 | Giappone |
| Italia    | 8 – 5  | Grecia   |
| Russia    | 12 – 2 | Brasile  |
| Spagna    | 9 – 6  | Germania |

### Quarti di finale
| Canada      | 9 – 8   | Spagna      |
| Italia      | 13 – 11 | Paesi Bassi |
| Russia      | 8 – 6   | Ungheria    |
| Stati Uniti | 8 – 4   | Australia   |

### Semifinali
| Canada      | 2 – 5  | Italia |
| Stati Uniti | 11 – 7 | Russia |

### Finali
- 15º posto

| Francia | 9 – 6 | Gran Bretagna |

- 13º posto

| Kazakistan | 15 – 5 | Venezuela |

- 11º posto

| Giappone | 4 – 3 | Brasile |

- 9º posto

| Grecia | 10 – 5 | Germania |

- 7º posto

| Australia | 7 – 3 | Spagna |

- 5º posto

| Ungheria | 8 – 7 | Paesi Bassi |

- 3º posto

| Canada | 7 – 9 | Russia |

- 1º posto

| Stati Uniti | 8 – 6 | Italia |

## Classifica Finale
| Pos.    | Squadra       |
| ------- | ------------- |
| Oro     | Stati Uniti   |
| Argento | Italia        |
| Bronzo  | Russia        |
| 4       | Canada        |
| 5       | Ungheria      |
| 6       | Paesi Bassi   |
| 7       | Australia     |
| 8       | Spagna        |
| 9       | Grecia        |
| 10      | Germania      |
| 11      | Giappone      |
| 12      | Brasile       |
| 13      | Kazakistan    |
| 14      | Venezuela     |
| 15      | Francia       |
| 16      | Gran Bretagna |